# Конференція азійських зносин

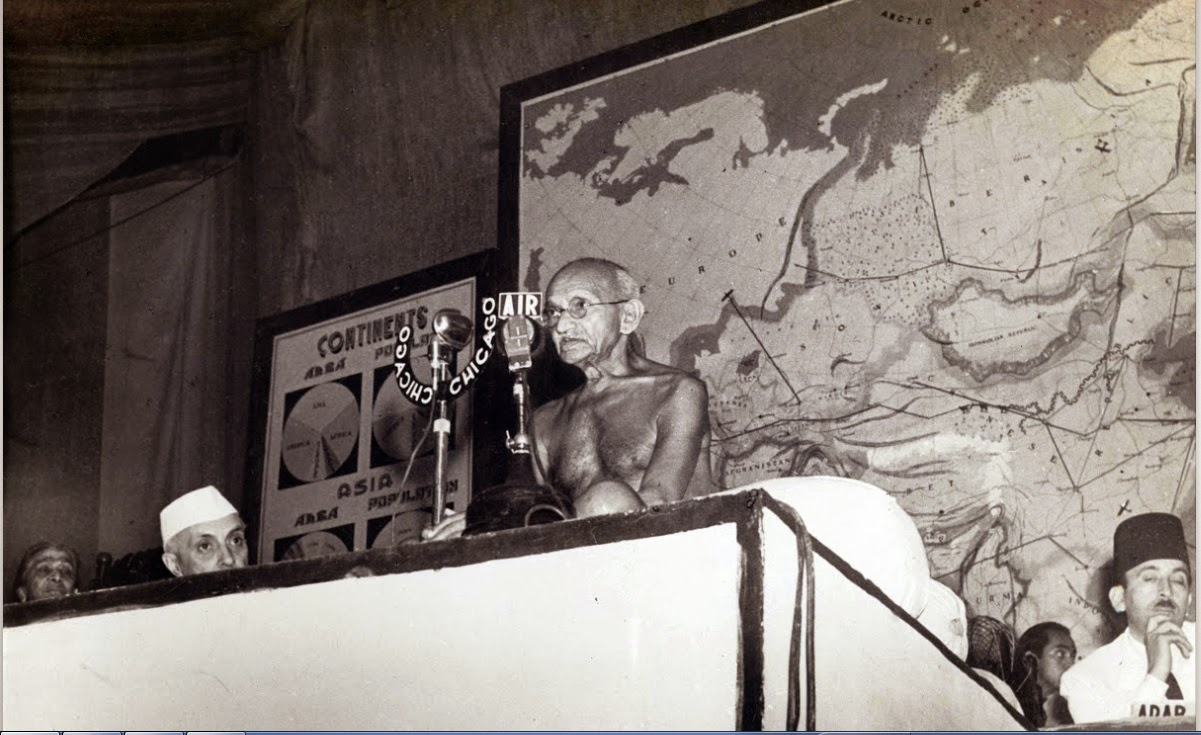
Ганді на конференції азійських відносин в 1947 році

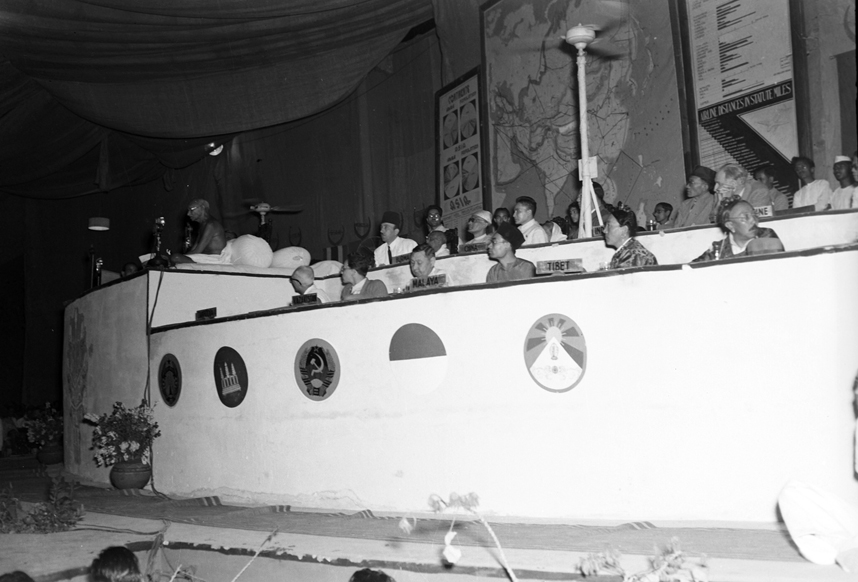
Два тибетські делегати (спереду праворуч) під час Конференції азійських відносин у Делі в 1947 році, коли говорить Махатма Ганді (крайній зліва). Перед ними видно тибетський прапор поряд із прапорами інших країн-учасниць.

У березні-квітні 1947 року в Нью-Делі відбулася конференція «азійських відносин». Її приймав прем'єр-міністр Джавахарлал Неру, який потім очолив Тимчасовий уряд, що готувався до незалежності Індії, яка настала 15 серпня 1947 року. У конференції «азійських відносин» взяли участь багато лідерів рухів за незалежність в Азії, вона являла собою першу спробу затвердити азійську єдність. Цілі конференції полягали в тому, щоб об'єднати провідних чоловіків і жінок Азії на загальній платформі для вивчення проблем, що становлять спільний інтерес для народів континенту, зосередити увагу на соціальних, економічних і культурних проблемах різних країн Азії та сприяти взаємним контактам і взаєморозумінню».
У своїх працях і виступах Неру приділяв велику увагу тому, як постколоніальна Індія буде відновлювати свої азійські зв'язки. На цій конференції Неру заявив: «… Азія знову знаходить себе … одним з помітних наслідків європейського панування в Азії стала ізоляція країн Азії одна від одної. … Сьогодні ця ізоляція руйнується з багатьох причин, як політичних, так і інших … Ця конференція має важливе значення як вираз того глибшого прагнення розуму і духу Азії, які ще збереглися. На цій конференції, і в цій роботі немає ні лідерів, ні послідовників. Всі країни Азії повинні зустрітися разом над загальним завданням.»